# Yohanes Pahabol
Yohanes Ferinando Pahabol, better còn được biết với tên Feri Pahabol, là một cầu thủ bóng đá người Indonesia hiện tại thi đấu cho Persebaya Surabaya ở Liga 1 ở vị trí Tiền đạo.

## Bàn thắng quốc tế
Yohanes Pahabol: Bàn thắng U-23 quốc tế
| Bàn thắng | Thời gian            | Địa điểm                                           | Đối thủ       | Tỉ số | Kết quả | Giải đấu     |
| --------- | -------------------- | -------------------------------------------------- | ------------- | ----- | ------- | ------------ |
| 1         | 24 tháng 11 năm 2013 | Sân vận động Gelora Bung Karno, Jakarta, Indonesia | U-23 Maldives | 1–1   | 2–1     | 2013 MNC Cup |

## Đời sống cá nhân
Vào tháng 5 năm 2016, Pahabol, cùng với các đồng đội Roni Beroperay và Gerard Pangkali tốt nghiệp từ Đại học Cenderawasih ở Jayapura tấm bằng Kinh tế. Pahabol is a Christian who gives credit to Jesus for his success.